# Hrubá Skála

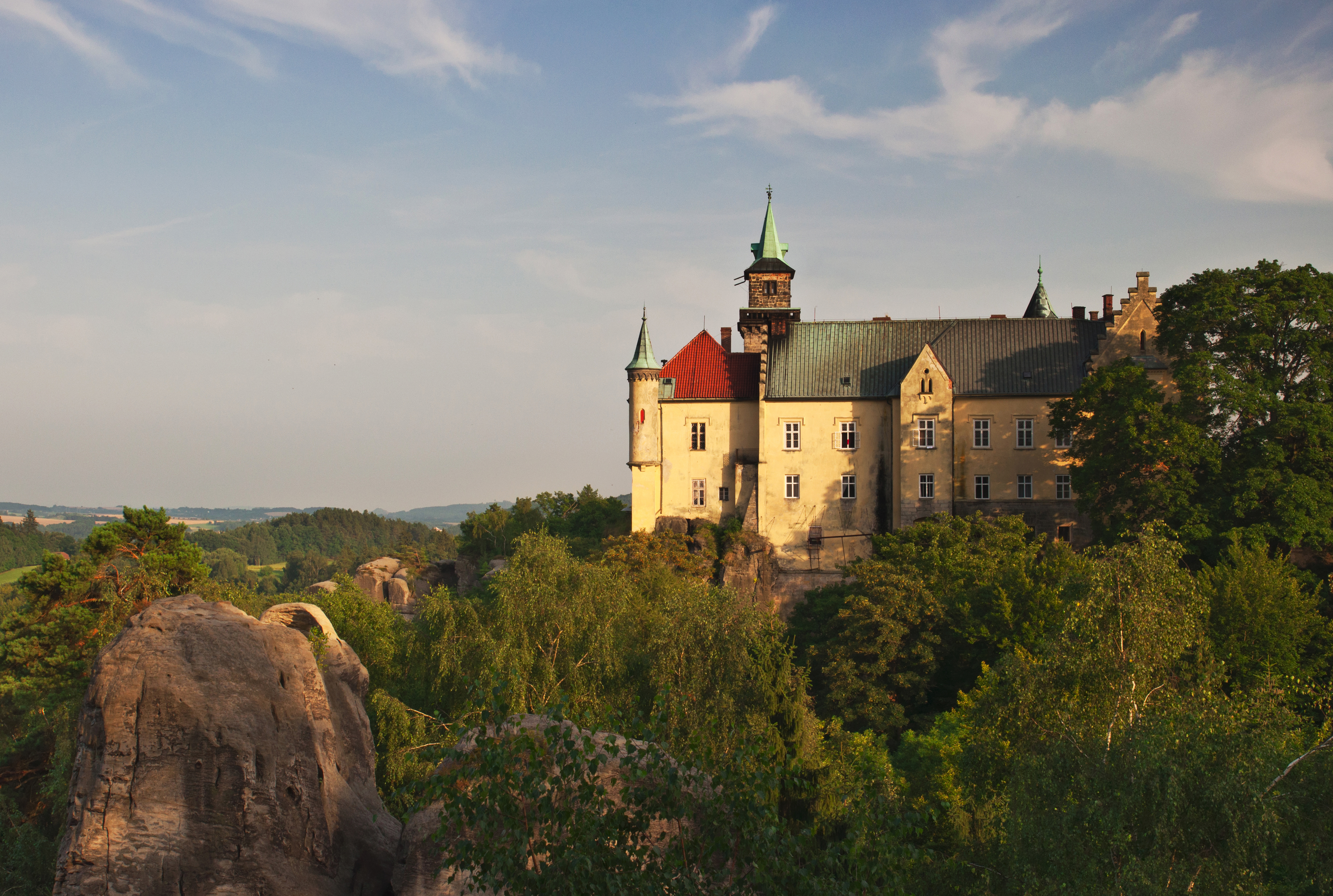

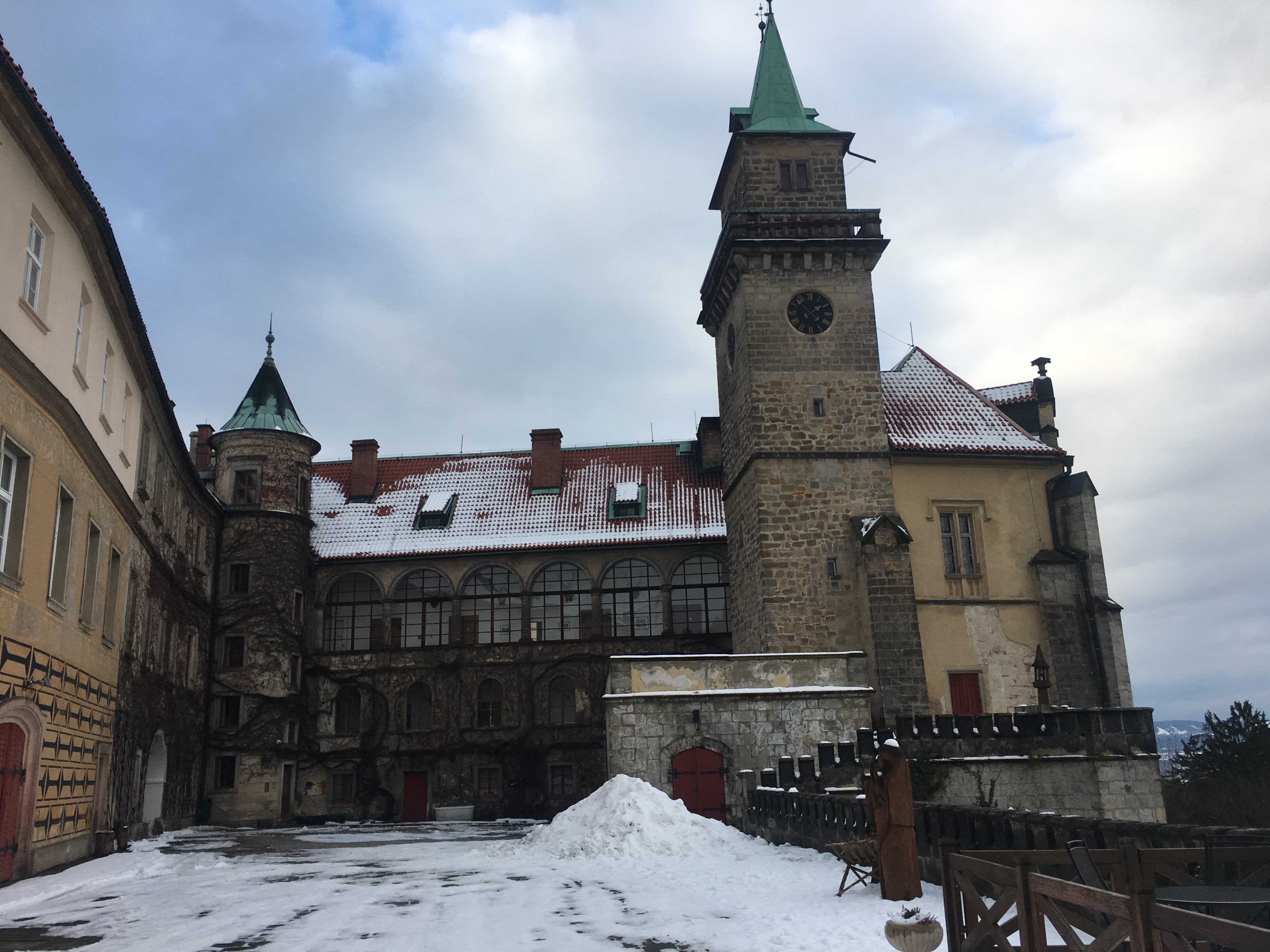

Hrubá Skála – gmina w Czechach, w powiecie Semily, w kraju libereckim. Według danych z dnia 1 stycznia 2013 liczyła 580 mieszkańców.

## Zabytki
- Zamek Hrubá Skála